# Egreta de fildeș
Egreta de fildeș este un film românesc din 1988 regizat de Gheorghe Naghi. Rolurile principale au fost interpretate de actorii Ovidiu Moldovan, Claudiu Marin și Bogdan Treeroiu.

## Rezumat
Un grup de pionieri de la școala generală din Avrig pornesc, alături de profesorul Valeriu Moroșan, într-o expediție nautică cu pluta „Cutezanța” pe râul Olt, până la vărsarea în Dunăre, într-o încercare de a obține „Egreta de fildeș”, trofeul suprem al concursului „Cutezătorii”.

## Distribuție
Distribuția filmului este alcătuită din:
- Ovidiu Moldovan — profesorul de matematică Valeriu Moroșan, dirigintele clasei, conducătorul expediției nautice pe Olt cu pluta „Cutezanța”
- Beatrice Cristea — eleva Ina Lupan, etnografa, folclorista și cronicara expediției
- Bogdan Carp — elevul Horia Negruț, geologul și aeromodelistul expediției, participant cu aeromodelul său la concursul republican al pionierilor
- Giuliano Doman — elevul Ovidiu Șotropa, gospodarul și bucătarul expediției
- Mihaela Dumitru — eleva Emilia Sabău, biologa, sanitara și folclorista expediției
- Andrei Iavăr — elevul Gheorghieș Sâmbotin, columbofil, însoțit de cățelul Oltinel, mascota expediției
- Sorin Lazăr — elevul Traian Severin, telegrafistul și cineamatorul expediției
- Nicolae Năstase — elevul Dan Durău, fotograful expediției
- Claudiu Marin — elevul Florin Mărieș, căpitanul, geograful și istoricul expediției
- Bogdan Treeroiu — elevul Ion Sâmbotin, poreclit „Arhimede”, secundul, constructorul și fizicianul expediției
- Mihai Voicu — elevul George Tirimia, poreclit „Bică”, meteorologul și hidrologul expediției
- Bogdan Luca
- Cristina Deleanu — directoarea școlii generale din Avrig
- Mariana Stancu
- Eusebiu Ștefănescu — inginerul podgorean care-i ajută pe membrii expediției să repare pluta
- Grigore Constantin
- Vasile Popa — cascadorul care se răstoarnă cu mașina în filmul de acțiune (nemenționat)

## Primire
Filmul a fost vizionat de 896.883 de spectatori în cinematografele din România, după cum atestă o situație a numărului de spectatori înregistrat de filmele românești de la data premierei și până la data de 31 decembrie 2014 alcătuită de Centrul Național al Cinematografiei.

## Galerie
Locuri de filmare

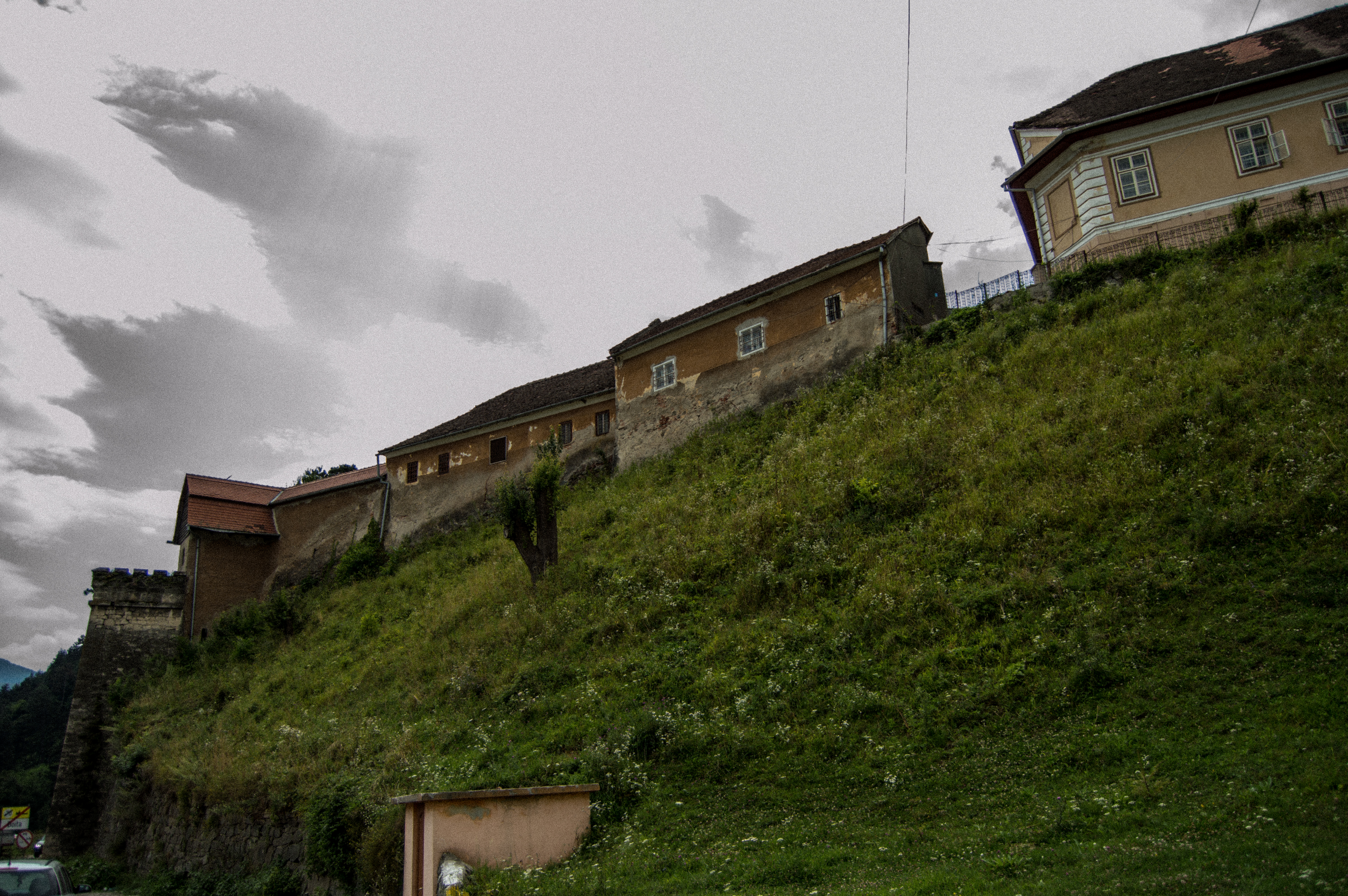
Castelul Turnu Roșu
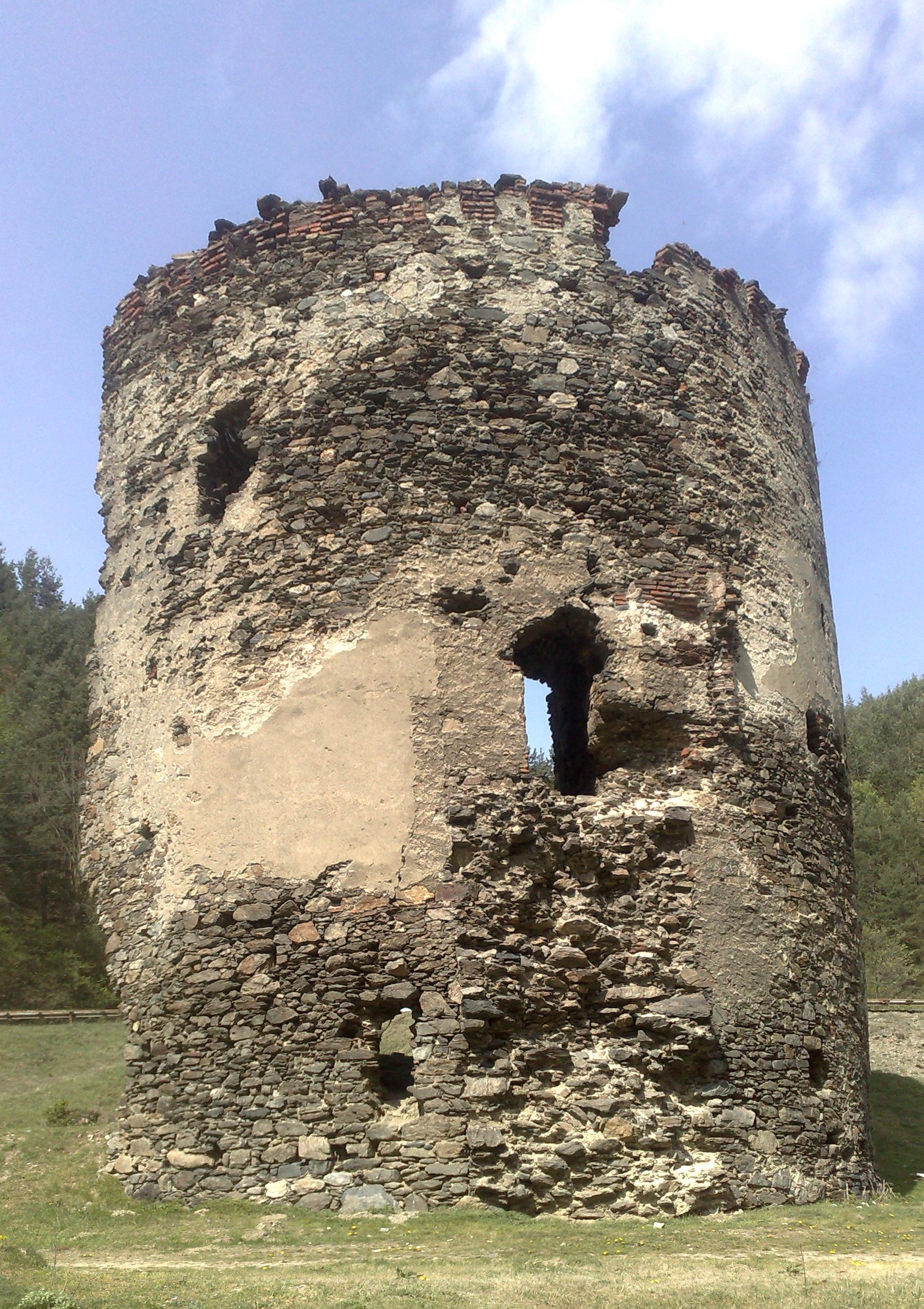
Turnul Spart din Boița
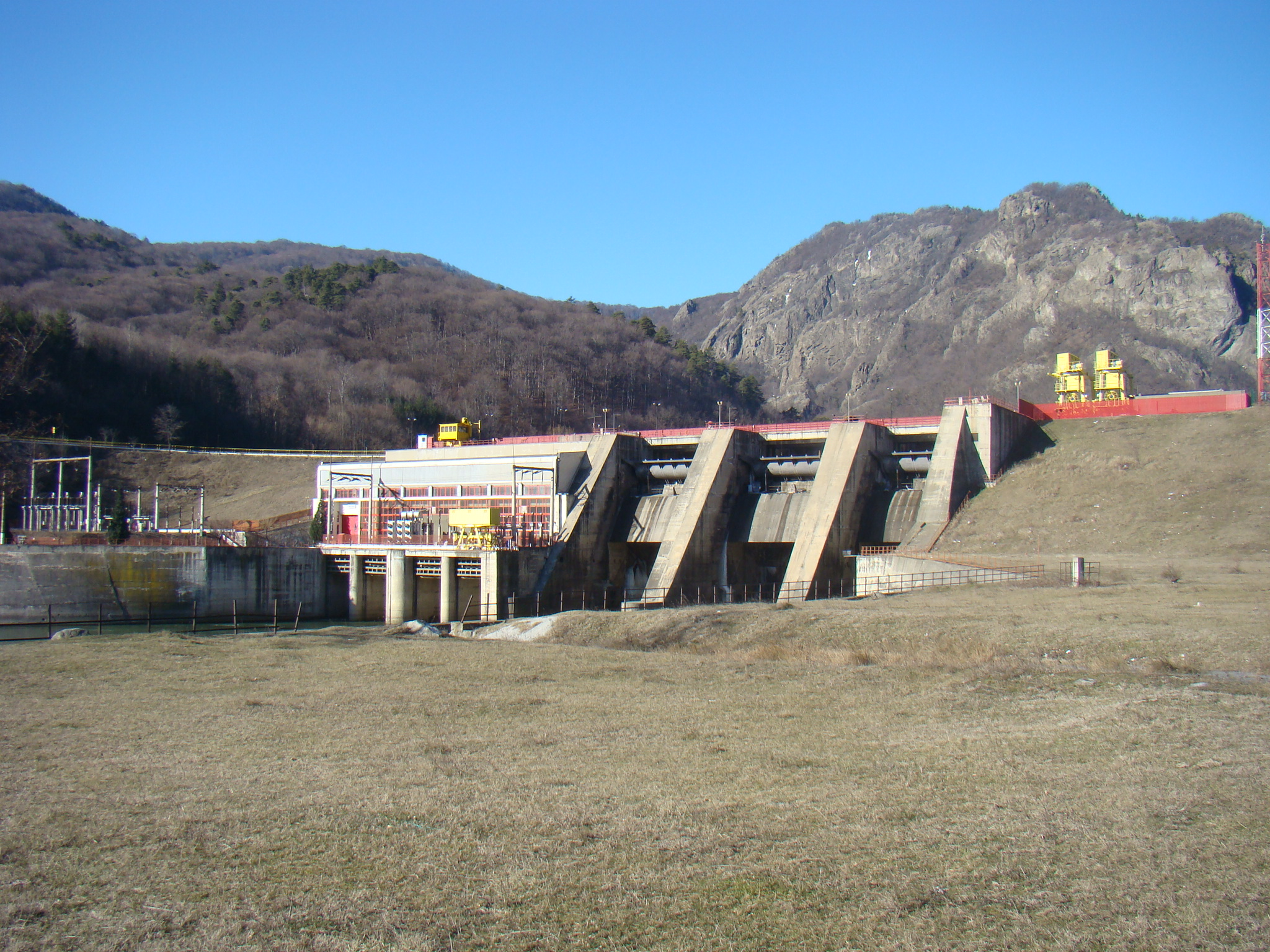
Barajul Turnu din Călimănești
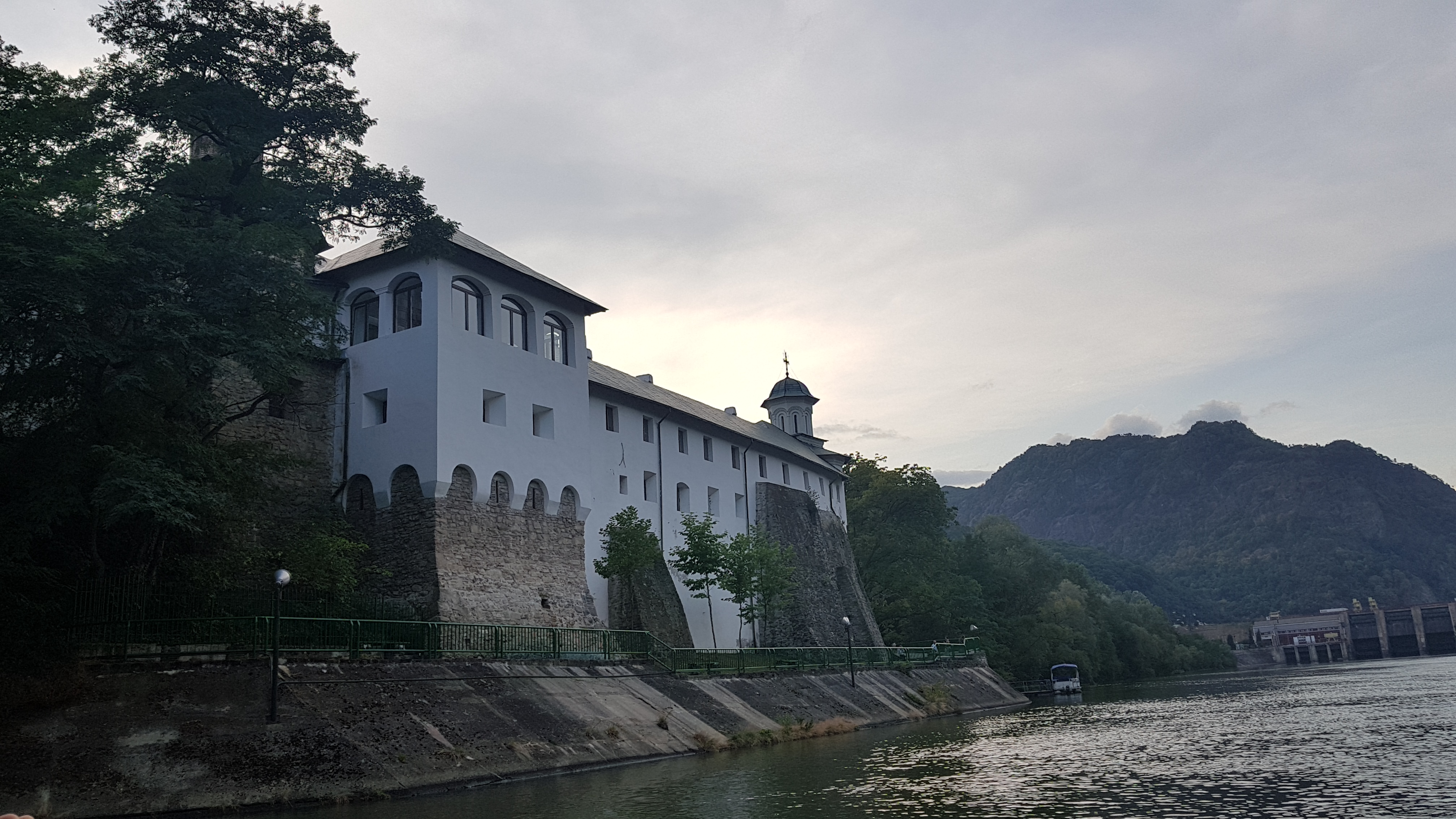
Mănăstirea Cozia
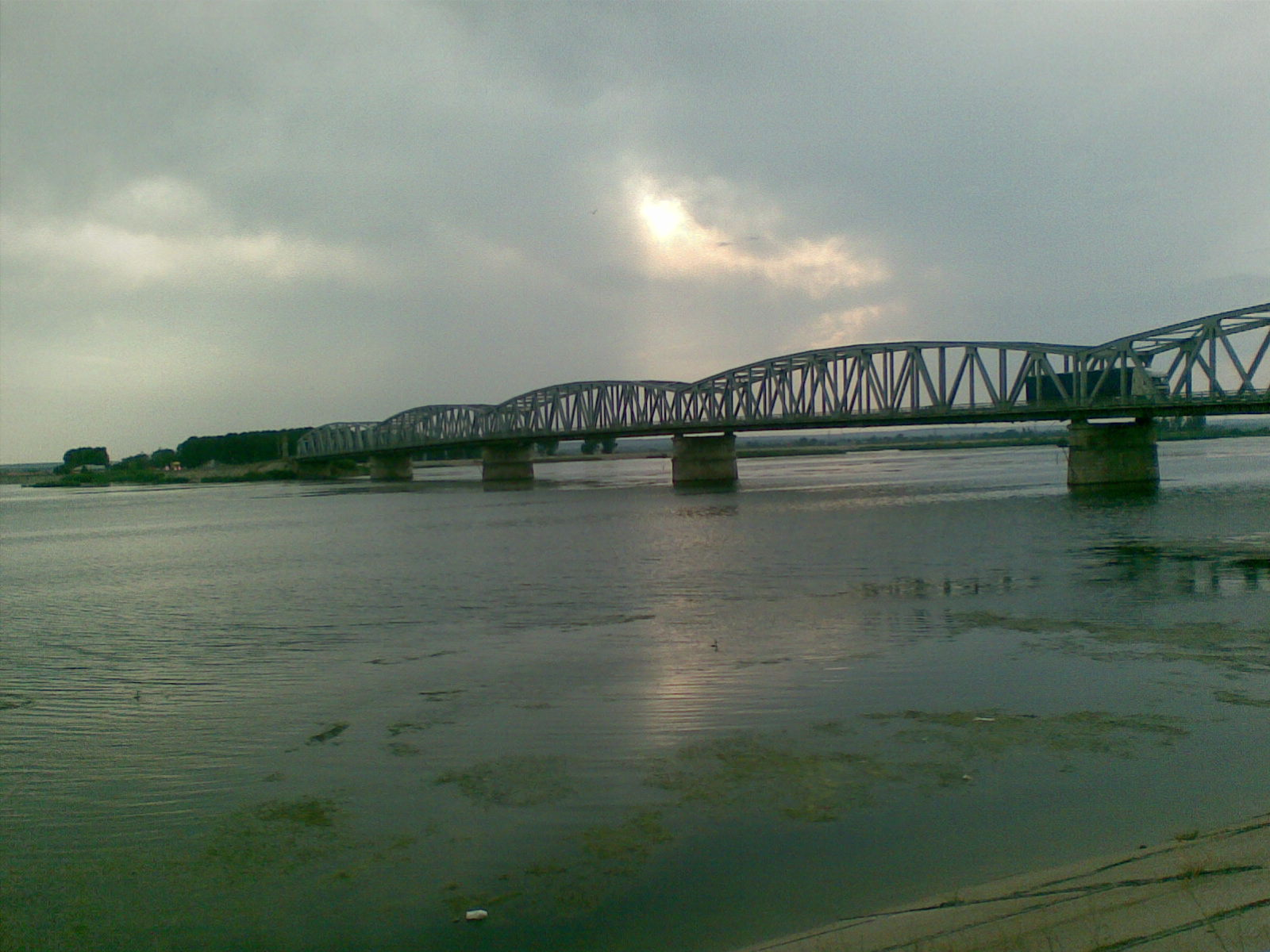
Podul peste Olt de la Slatina